# Ferus Smit

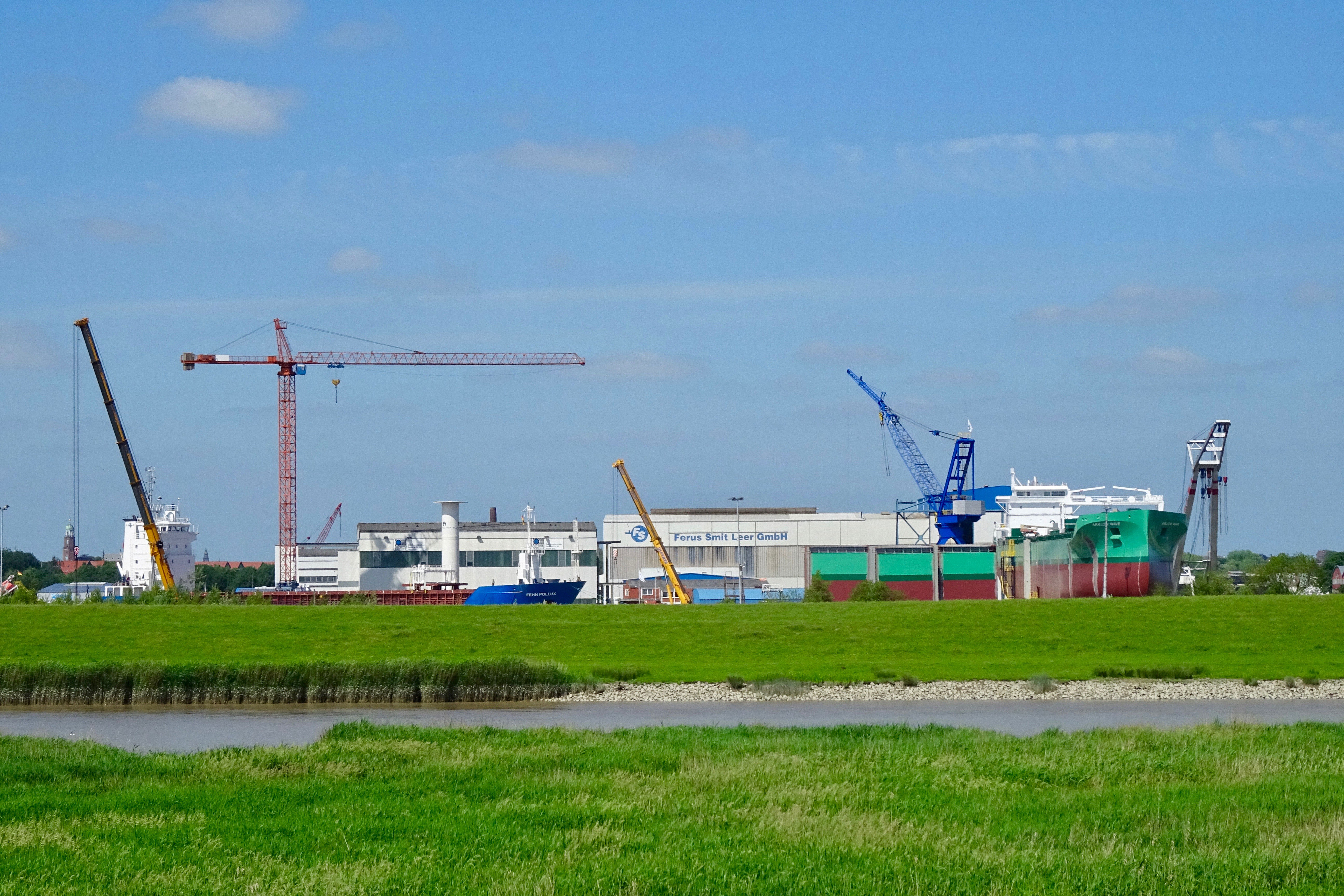
Scheepswerf Ferus Smit in Leer (Duitsland)

Ferus Smit is een scheepswerf die in 1910 werd opgericht door H.A. Smit en zijn broer A.M. Smit. Het bedrijf ontwerpt, ontwikkelt en bouwt zeeschepen.
Het bedrijf heeft twee vestigingen, een in Westerbroek (Nederland) en een in Leer (Duitsland). Bij het bedrijf zijn circa 200 mensen werkzaam.